# Cantó de Bèlpuèg

Cantó de Bèlpuèg

El cantó de Bèlpuèg és un cantó francès el departament de l'Aude, a la regió d'Occitània. S'inclou al districte de Carcassona, té 12 municipis i el cap cantonal és Bèlpuèg.

## Municipis
- Bèlpuèg
- Causac
- Lafage
- Mairevila
- Molandièr
- Puèg-Aric e Le Pin
- Puèg-Lunan
- Pèirafita
- Planha
- Sant Amanç
- Sant Sernin
- Vilauton